# Günter Sladky
Günter Sladky (* 17. Juli 1929; † 20. Dezember 1981 in Dinslaken) war ein deutscher Boxer. Er war Vize-Europameister der Amateurboxer 1951 im Mittelgewicht.

## Werdegang

### Amateurlaufbahn
Günter Sladky wuchs in Dorsten/Westfalen auf und begann bei den Faustkämpfern (FK) Dorsten 1947 mit dem Boxen. Obwohl er als Arbeiter in einer Kokosteppichfabrik eine anstrengende Tätigkeit hatte, machte er gute Fortschritte und wurde 1950 erstmals Westfalenmeister im Mittelgewicht. Bei einer Größe von 1,86 Meter war er für diese Gewichtsklasse ausgesprochen groß, hatte dabei aber meist den Vorteil der längeren Reichweite. 1950 wurde Günter Sladky durch einen Sieg über den Neckarsulmer Ihlein auch erstmals Deutscher Meister im Mittelgewicht. Diesen Erfolg konnte er 1951 wiederholen.
Günter Sladky wurde daraufhin bei der Europameisterschaft der Amateure des Jahres 1951 in Mailand eingesetzt. Das waren die ersten internationalen Meisterschaften nach dem Zweiten Weltkrieg, an denen deutsche Boxer wieder teilnehmen durften. Günter Sladky besiegte im Viertelfinale den Polen Koloczynski nach Punkten und gewann auch im Halbfinale gegen Lalounis, Frankreich, nach Punkten. Im Finale stand er dem Schweden Stig Sjölin gegenüber, einem der besten Amateurboxer dieser Zeit überhaupt. Gegen diesen ausgezeichneten Techniker lieferte er einen hervorragenden Kampf, der lange ausgeglichen war. Erst in der Schlussphase errang Sjölin einige Vorteile, die das Kampfgericht bewogen, ihm den Punktsieg zuzusprechen. Der Gewinn der Vize-Europameisterschaft war für Günter Sladky aber ein großer Erfolg.
Zu Beginn des Jahres 1952 erlitt Günter Sladky eine langwierige Verletzung, die seinen Start bei der deutschen Meisterschaft und den Olympischen Spielen 1952 in Helsinki verhinderten. Nach dieser Enttäuschung entschloss er sich deshalb im Sommer 1952 Berufsboxer zu werden.
Als Amateur hatte er noch folgende Länderkämpfe bestritten:
- 16. Februar 1951 in Dublin gegen Irland, Punktniederlage gegen McKean,
- 27. August 1951 in Wiesbaden gegen die USA, Punktniederlage gegen Nelson,
- 14. September 1951 in Wien gegen Österreich, Punktsieger über Moser,
- 23. September 1951 in Essen gegen Irland, Punktsieger über Killeen,
- 26. Oktober 1951 in Teheran gegen den Iran, KO-Sieger 2. Runde über Tusi,
- 28. Oktober 1951 in Teheran gegen den Iran, Punktsieger über Sakinian,
- 9. November 1951 in Stockholm gegen Schweden, Punktniederlage gegen Stig Sjölin

### Profilaufbahn
Günter Sladky unterschrieb 1952 einen Profivertrag bei Manager Josef Steinacker. Als sein Trainer fungierte zeitweise der bekannte Ex-Europameister Jupp Besselmann. Seinen ersten Kampf als Profi bestritt er am 10. August 1952 in Recklinghausen. Er feierte bei diesem Debüt im Halbschwergewicht einen KO-Sieg in der 4. Runde über Hubert Kohli. Auch die nächsten vier Kämpfe gegen Aufbaugegner gewann er souverän. Der erste schwerere Gegner, gegen den er sich bewähren sollte, war am 16. Januar 1953 in Berlin der Franzose Joseph Roude. Sladky bestand diese Bewährungsprobe nicht, er verlor diesen Kampf sang- und klanglos nach Punkten.
Dieses Spiel wiederholte sich im Grunde genommen noch dreimal. Gegen schwache Gegner gewann Günter Sladky, gegen Boxer der europäischen Mittel- bzw. Spitzenklasse verlor er aber. Niederlagen musste er hinnehmen am 15. Mai 1953 in München von dem Italiener Gianbattista Alfonsetti, der ihn in der 3. Runde KO schlug, von Willy Schagen aus Holland am 15. November 1953 in Dortmund, gegen den er nach Punkten verlor und am 12. November 1954 in Berlin von dem deutschen Nachwuchsboxer Horst Niche, gegen den er durch KO in der 3. Runde verlor.
Nach der Niederlage gegen Horst Niche beendete Günter Sladky seine Profilaufbahn. Warum er, der als Amateur absolute deutsche und europäische Spitzenklasse war, als Profiboxer nicht zurechtkam, blieb sein Geheimnis.
Günter Sladky war danach noch einige Jahre als Trainer beim Boxverein Dorstfeld tätig.